# Zeiherbach
Der Zeiherbach (auch Zeiher Bach) ist ein rund 7 km langer Bach im Kanton Aargau. Er ist ein mittelsteiles, mittleres Fliessgewässer des kollinen, karbonatischen Juras und ein linker und südlicher Zufluss der Sissle.

## Geographie

### Verlauf
Er entspringt auf dem Gemeindegebiet von Thalheim im Bezirk Brugg, zwischen Zeiher Homberg und Würz (Berg) auf einer Höhe von rund 650 m. ü. M. Die ersten 500 m durchfliesst er eingedolt Kilholz. Später in der Klus zwischen Zeiher Homberg und Würz verlässt er sein künstliches Bachbett und geht in seinen natürlichen Lauf über. Dem Bach entlang führt die Polenstrasse. Nach rund 600 m am Ende der relativ engen Klus kommt der Zeiherbach auf eine Ebene und überquert beim Weiler Sulzbann die Gemeinde- und Bezirksgrenze; er fliesst dann auf rund 1,1 km auf dem Gemeindegebiet von Densbüren im Bezirk Aarau. Kurz vor dem Ortsteil Oberzeihen, der zu Zeihen gehört, überquert er erneut die Bezirksgrenze und befindet sich dann im Bezirk Laufenburg. Der Bach fliesst dort an der Kapelle von Oberzeihen vorbei weiter Richtung Zeihen. Ab dort schlängelt er sich zwischen Bözbergstrecke und Kantonsstrasse in einem weiten Feld, bevor er Hornussen erreicht, wo er in die Sissle mündet.

### Einzugsgebiet
Das 9,28 km² grosse Einzugsgebiet des Zeiherbachs liegt im Schweizer Jura Gebirge und wir durch ihn über die Sissle und den Rhein zur Nordsee entwässert.
Es grenzt
- im Osten an das Einzugsgebiet der Sissle;
- im Süden an das des Talbachs, der in die Aare mündet und
- im Westen an das des Staffeleggbachs, der in die Sissle mündet.

Das Einzugsgebiet besteht zu 40,7 % aus bestockter Fläche, zu 51,2 % aus Landwirtschaftsfläche, zu 8,0 % auf Siedlungsfläche und zu 0,2 % aus unproduktiven Flächen.
Flächenverteilung
Die mittlere Höhe des Einzugsgebietes beträgt 524,7 m ü. M., die minimale liegt bei 368 m ü. M. und die maximale bei 802 m ü. M.

### Zuflüsse
- Neumattbächli (linker Quellbach)
- Chillholzbächli (rechter Quellbach)
- Grabmattbächli (links)
- Weidbächli (links)
- Handere(bächli) (rechts)
- Etzelebächli (links)
- Schurtimatt(bächli) (rechts)
- Röti(bächli) (rechts)
- Rai(bächli) (rechts)
- Weissacherbächli (links)
- Widemattbächli (links)
- Hohbächli (rechts)
- Lezidelle (links)
- Brodlenze (links)
- Oeschebrunne (links)
- Widelle (links)
- Eggedelle (links)
- Gänserai(bächli)

## Hydrologie
Bei der Mündung des Zeiherbachs in die Sissle beträgt seine modellierte mittlere Abflussmenge (MQ) 140 l/s. Sein Abflussregimetyp ist pluvial jurassien und seine Abflussvariabilität beträgt 26.